# Co-branding

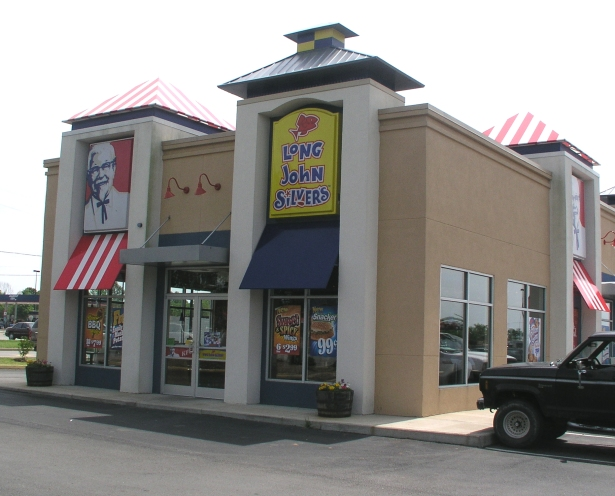
A co-branded KFC and Long John Silver's in Lafayette, TN

Le co-branding ou co-marquage est une alliance de deux sociétés sur un produit ou un service. 
Le co-branding correspond à la collaboration entre deux marques ou davantage à moyen ou long terme. Cette collaboration est à la fois fondée sur une coopération dans la conception du produit au plan fonctionnel ou symbolique et sur la cosignature du produit par les marques en partenariat (Michel, 2017).  
Dans le cadre de cette stratégie, il convient de distinguer la “marque accueil” de la “marque invitée”.

## Objectifs
Le co-branding est un partenariat de marques entre deux entreprises ou davantage dans le cadre d'une opération commerciale ou publicitaire. 
Par exemple : 
- La marque de bières HEINEKEN s'associe à la marque KRUPS pour fabriquer une machine reproduisant la pression.
- La marque de chaussures ADIDAS s'associe à la marque de pneumatiques GOODYEAR pour la création de chaussures de sports avec des semelles conçues par la marque de pneumatiques.
- La marque d'électronique PHILIPS s'associe à la marque de cafés et de thés JACOBS DOUWE EGBERTS pour produire les cafetières électriques et les dosettes de café SENSEO.

L'objectif de l'accord du co-branding est de combiner les forces de ces deux marques pour :
- mettre des produits originaux sur le marché
- augmenter le prix de vente
- élargir la gamme de service ou de produit proposée
- changer son positionnement
- Accéder à une nouvelle clientèle
- Pénétrer de nouveaux marchés
- Pénétrer plus rapidement et plus facilement un marché dans une zone géographique (Exemple DANONE et STARBUCKS aux Etats Unis en 2013)

## Types de co-branding
Différents types de co-branding sont possibles. Les sociétés peuvent choisir de soit créer des synergies avec leurs employés et compétences, soit d'apporter un produit et à un savoir à un seul moment. 
Une forme de co-branding est le « ingredient branding ou " co-branding fonctionnel ».  Cela implique une référence à un composant ou un matériau contenus dans un autre produit. 
Une autre forme de co-branding est le « same-company co-branding ». Il s'agit d'une promotion faite par une société avec plusieurs de ses marques. Exemple : General Mills avec Trix cereal et Yoplait yogurt.
Le « joint venture co-branding » est une alliance entre deux sociétés et plus pour la commercialisation d'un produit. Exemple : Universal British et la Société générale.
Enfin, le dernier type de co-branding est le « multiple sponsor co-branding ». Plusieurs sociétés s'allient pour former une alliance stratégique dans la technologie, la publicité, les ventes... Exemple : SNCF/Caisse d'Épargne/Visa credit card.

## Co-branding fonctionnel
À travers la stratégie de co-branding fonctionnel, la présence de la marque invitée implique l’introduction de son savoir-faire ou de ses ingrédients de manière clairement identifiables, dans la conception du produit. Le choix de la marque invitée est donc stratégique puisqu’elle participe à la définition des propriétés intrinsèques du produit. 
La maison Swarovski développe par exemple des composants en cristal pour de nombreuses marques. Elle devient une marque ingrédient ou invitée en concevant des composants en cristal pour la marque allemande de produits multimédias Medion. Le produit issu de cette collaboration est le PC portable Medion SIM 2060, à la coque incrustée de 300 cristaux du joaillier. L’objectif pour la marque d’accueil étant de contrer l’image austère adossée à ses ordinateurs et proposer un ultraportable sympathique et efficace destiné à une clientèle plus féminine. 

## Co-branding symbolique
Contrairement au co-branding fonctionnel, la marque invitée dans le cadre d’une stratégie de co-branding symbolique n’apporte aucun ingrédient ou savoir-faire tangible. Le co-branding symbolique est une stratégie de marque qui consiste à associer à la marque d’accueil, une seconde marque invitée génératrice d’attributs symboliques additionnels. Elle « vise essentiellement à transférer l’image de la marque invitée sur la marque d’accueil. » (Cegarra, Michel 2001)
Par exemple, à l’occasion du lancement de la nouvelle Twingo, Renault s’est associée avec Le Coq sportif pour confectionner une série limitée exclusive. La marque Le Coq sportif apporte un savoir-faire sous forme de design à la Twingo. Sur la carrosserie et l’intérieur de la voiture, le bleu-blanc-rouge ainsi que le logo Le Coq Sportif sont à l’honneur.  Cette collaboration nourrit les deux marques. La Twingo, reine des citadines, bénéficie de l’image du Coq Sportif liée à l’élégance et au dynamisme français tandis que Le Coq Sportif acquiert de la visibilité auprès de nouvelles cibles tout en affirmant son univers identitaire français. Ce partenariat montre également que Twingo cherche à cibler un certain segment de clientèle à la fois urbaine et sportive.

## Les bénéfices et les risques liés au co branding

### Bénéfices
Une stratégie de co-branding répond à différents objectifs. Ils sont variables en fonction des bénéfices recherchés par les entreprises et des stratégies choisies. 
Du point de vue des marques d’accueil, le co-branding donne l’opportunité d’élargir la cible. Par exemple, la collaboration entre Swarovski (marque invitée) et Medion (marque accueil) a permis à cette dernière de cibler les femmes dans un univers plutôt masculin. 
Concernant les marques invitées, le co-branding est l’occasion idéale d’élargir leur territoire. En effet, lorsqu’une marque invitée est associée à une marque d’accueil alors elle peut se servir de cette association et bénéficier du capital-marque acquis grâce au co-branding pour accéder à de nouveaux marchés à travers une stratégie d’extension de marque. En intégrant le marché des rasoirs électriques à travers une collaboration avec la marque Philips, Nivea a par exemple développé son territoire produit et réussi à attirer la cible masculine vers ses produits de soin (Nivea Men).
Selon Boad et Blackett (1999), le co-branding renforce également la caution sur le produit co-marqué vendu car la cohabitation entre différentes marques peut être signe de qualité. Le prix du produit co-brandé peut donc être plus élevé que la concurrence, justifiant le bénéfice supérieur apporté au consommateur. 

### Risques
Néanmoins cette stratégie n’est pas dénuée de risques et choisir la marque à qui s’associer n’est pas chose aisée. 
D’après Lai et Aimé (2016), il existe un risque de dilution, de modification ou de détérioration de l’image des marques partenaires lors d’une opération de co-branding. En effet, lorsque les marques collaborent entre elles, leurs valeurs et leurs images s’associent. Dans le cas d’un co-branding symbolique, l’association entre deux marques très éloignées peut troubler le consommateur. Dans le cas d’un co-branding fonctionnel, si les exigences de qualité et d’éthique sont très éloignées entre les deux partenaires, alors les marques peuvent être affectées par les réactions négatives des consommateurs.
La cannibalisation des produits des marques partenaires est également possible dans le cadre de cette stratégie. Lorsque le produit issu de la collaboration est commercialisé sur un marché proche des produits de l’une des marques partenaires, alors il existe un risque de substitution. Dès lors, « L’effet de substitution n’est absent que lorsque le produit co-signé est différent (nature et fonctions) ». (Cegarra, Michel 2001)

## Facteurs clés de succès du co-branding
Finalement, une stratégie de co-branding présente des avantages à la fois pour la marque accueil et la marque invitée. 
Néanmoins, ces collaborations doivent être menées en respectant certains points. Michel (2012-2014) a d’ailleurs établi les facteurs clés de succès de ces collaborations : 
1. La collaboration doit être pertinente et avoir du sens aux yeux du consommateur. Pour cela, la complémentarité des marques est nécessaire que ce soit en termes d’image (dans le cadre d’une stratégie de co-branding symbolique) ou de savoir-faire (dans le cadre d’une stratégie de co-branding fonctionnel) (Fleck et Michel, 2012). Associer les bénéfices de chaque marque permet d’assurer la supériorité du produit issu de cette collaboration.
2. L’association de deux ou plusieurs marques doit provoquer un effet de surprise au consommateur. Si cette collaboration semble naturelle alors elle peut passer inaperçue. En revanche si elle implique un cheminement intellectuel pour comprendre l’association de ces deux marques, alors cet effet de surprise déclenchera un intérêt lié au co-branding pour le consommateur (Fleck et Maille, 2010)
3. Le produit co-brandé doit apporter de la valeur ajoutée au consommateur en assurant un bénéfice produit supplémentaire.
4. Le niveau de qualité et de notoriété doit être équivalent entre les marques partenaires.